# Florent Lomba
Florent Bilisi Lomba (5 luglio 1994) è un multiplista della Repubblica Democratica del Congo.

## Biografia
Lomba ha gareggiato principalmente in ambito continentale, procedendo inizialmente nelle corse ad ostacoli per poi proseguire nelle prove multiple, classificandosi ai piedi del podio ai Giochi panafricani.

## Palmarès
| Anno | Manifestazione                | Sede        | Evento        | Risultato | Prestazione | Note |
| ---- | ----------------------------- | ----------- | ------------- | --------- | ----------- | ---- |
| 2010 | Campionati centroafricani U18 | Yaoundé     | Salto in alto | Oro       | 1,90 m      |      |
| 2011 | Campionati africani U20       | Gaborone    | 110 m hs      | 6º        | 15"40       |      |
| 2011 | Giochi panafricani            | Maputo      | 110 m hs      | 8º        | 14"94       |      |
| 2012 | Campionati africani           | Porto-Novo  | 110 m hs      | Batteria  | 15"44       |      |
| 2011 | Campionati africani U20       | Moka        | 110 m hs      | Finale    | dns         |      |
| 2014 | Campionati africani           | Marrakech   | Decathlon     | 4º        | 6 858 p.    |      |
| 2015 | Giochi panafricani            | Brazzaville | Decathlon     | 4º        | 6 856 p.    |      |